# Kolonia Natalu
Kolonia Natal – brytyjska kolonia w południowo-wschodniej Afryce, na terenie obecnej Republiki Południowej Afryki.
Kolonia została proklamowana 4 maja 1843 po aneksji przez Brytyjczyków burskiej Republiki Natalu, początkowo zajmowała obszar o połowę mniejszy od późniejszej prowincji, kończący się granicą na rzece Tugela. Poza rzeką rozciągało się anektowane w 1897 roku Królestwo Zulusów.
Po ustanowieniu kolonii do 4 grudnia 1845 była ona administrowana z Kolonii Przylądkowej, gdy ustanowiono gubernatora Kolonii Natalu. Od roku 1893 Natal posiadał autonomiczny rząd, którym kierowali kolejni premierzy.
Kolonia Natalu zlikwidowana została 31 maja 1910 roku, gdy powstała Prowincja Natal wchodząca w skład Związku Południowej Afryki.